# Nexus One
Nexus One er en telefon lavet af Google. Telefonen er en såkaldt smartphone og er lavet i samarbejde med HTC. Telefonen benytter Android 2.1 som styreprogram..
Telefonen er udstyret med en 1GHz cpu af typen Snapdragon QSD 8250 fra Qualcomm, der bygger på ARM arkitekturen.
Som smartphone kan Nexus One vise film, billeder, og har et 5 megapixel kamera, og specielt telefonens navigationsprogram der bygger på Google Maps og kan bruge stemmegenkendelse til at finde destinationerne.

## Note
1. ↑  "Google Projects for Android". Arkiveret fra originalen 9. april 2012. Hentet 9. august 2015.

| Telefon | Spire Denne artikel om (mobil-)telefoner og telefoni er en spire som bør udbygges. Du er velkommen til at hjælpe Wikipedia ved at udvide den. |